# Riitta Hari

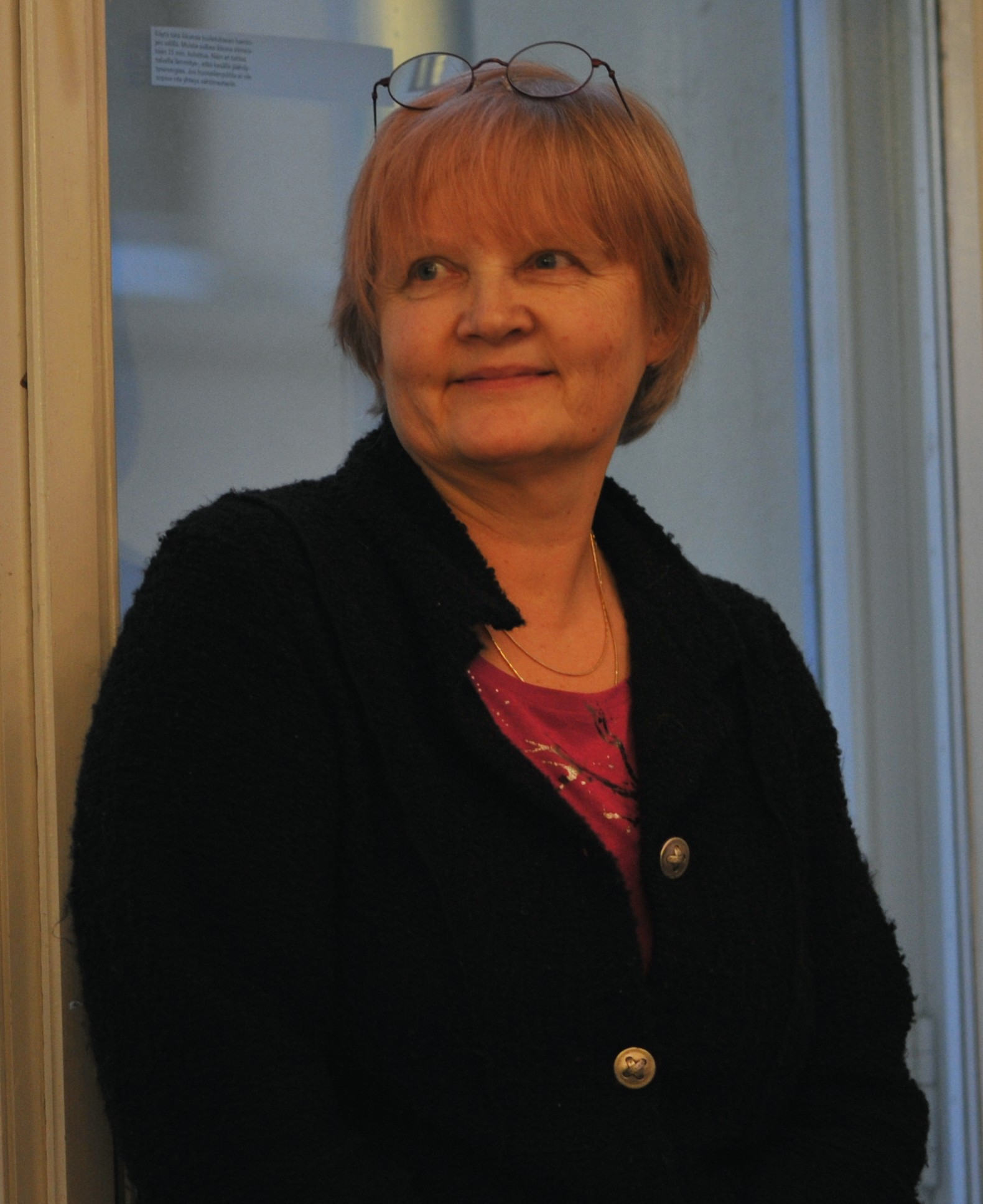
Riitta Hari, 2011

Riitta Kyllikki Hari (* 16. Januar 1948 in Mikkeli) ist eine finnische Neurowissenschaftlerin. Sie ist emeritierte Professorin an der Aalto-Universität in Espoo.
Hari erwarb 1974 einen M.D. und 1980 einen Ph.D. an der Universität Helsinki. 1981 wurde sie Fachärztin für klinische Neurophysiologie und seit 1983 gab sie an der Universität Helsinki Vorlesungen in diesem Fach. Von 1991 bis 1996 und von 1999 bis 2004 hatte Hari jeweils eine Forschungsprofessur der Akademie von Finnland. 2004 bis 2007 war sie Professorin für Neurowissenschaften an der Universität Helsinki.
Hari leitete seit 1982 die Einheit für Hirnforschung am Institut für Tieftemperaturphysik (früher unter Leitung von Olli Lounasmaa, nach dem das Institut heute benannt ist) an der Technischen Universität Helsinki (heute Aalto-Universität). Seit 2010 hatte sie zusätzlich wieder eine Forschungsprofessur der Akademie von Finnland. 2016 wurde sie emeritiert.
Hari gilt als Pionierin in der Anwendung der Magnetoenzephalographie. Hierbei zeichnete sie das räumliche und zeitliche Aktivitätsmuster des Gehirns während der Lösung realistischer Aufgaben auf. Ihr gelangen fundamentale Einblicke in die komplexe Dynamik der Hirnaktivität bei sensorischen und motorischen Reizen bei Gesunden und Patienten. Hari konnte die Existenz von Spiegelneuronen zeigen und dass bei Autisten Abweichungen in diesem System vorliegen. Neuere Arbeiten befassen sich mit two-person neuroscience („Zwei-Personen-Neurowissenschaften“) – die Untersuchung der Hirnfunktion während sozialer Interaktion.
Hari erhielt 1987 den Körber-Preis für die Europäische Wissenschaft, 2003 den Louis-Jeantet-Preis und 2018 den Preis der Olav-Thon-Stiftung. Sie ist seit 1993 Mitglied der Academia Europaea, seit 1994 Mitglied der Akademie von Finnland und seit 2004 Ausländisches Mitglied der National Academy of Sciences. 2002 wurde sie Ritter I. Klasse des Finnischen Ordens der Weißen Rose. Sie hält Ehrendoktorate der Universität Lissabon (2003) und der Universität Kuopio (2005).
Hari ist verheiratet und hat zwei Kinder.

## Schriften
- Riitta Hari, Aina Puce: MEG-EEG PRIMER. Oxford: Oxford Univ. Pr., 2017, ISBN 0-19-049777-7.